# Relations entre Nauru et Taïwan
Les relations entre Nauru et Taïwan désignent les relations internationales s'exerçant entre, d'une part, la république de Nauru, et de l'autre, la république de Chine.

## Relations diplomatiques
Le 25 octobre 1971, alors que Nauru n'est pas encore membre de l'Organisation des Nations unies, la résolution 2758 de l'Assemblée générale des Nations unies, actant l'intégration de la république populaire de Chine aux Nations unies aux dépens de la république de Chine, est adoptée.
Nauru et la république de Chine entretiennent des relations diplomatiques officielles à partir du 4 mai 1980. Les consulats seront promus au rang d'ambassades le 17 août 1990.
Le 23 juillet 2002, les relations diplomatiques sont rompues.

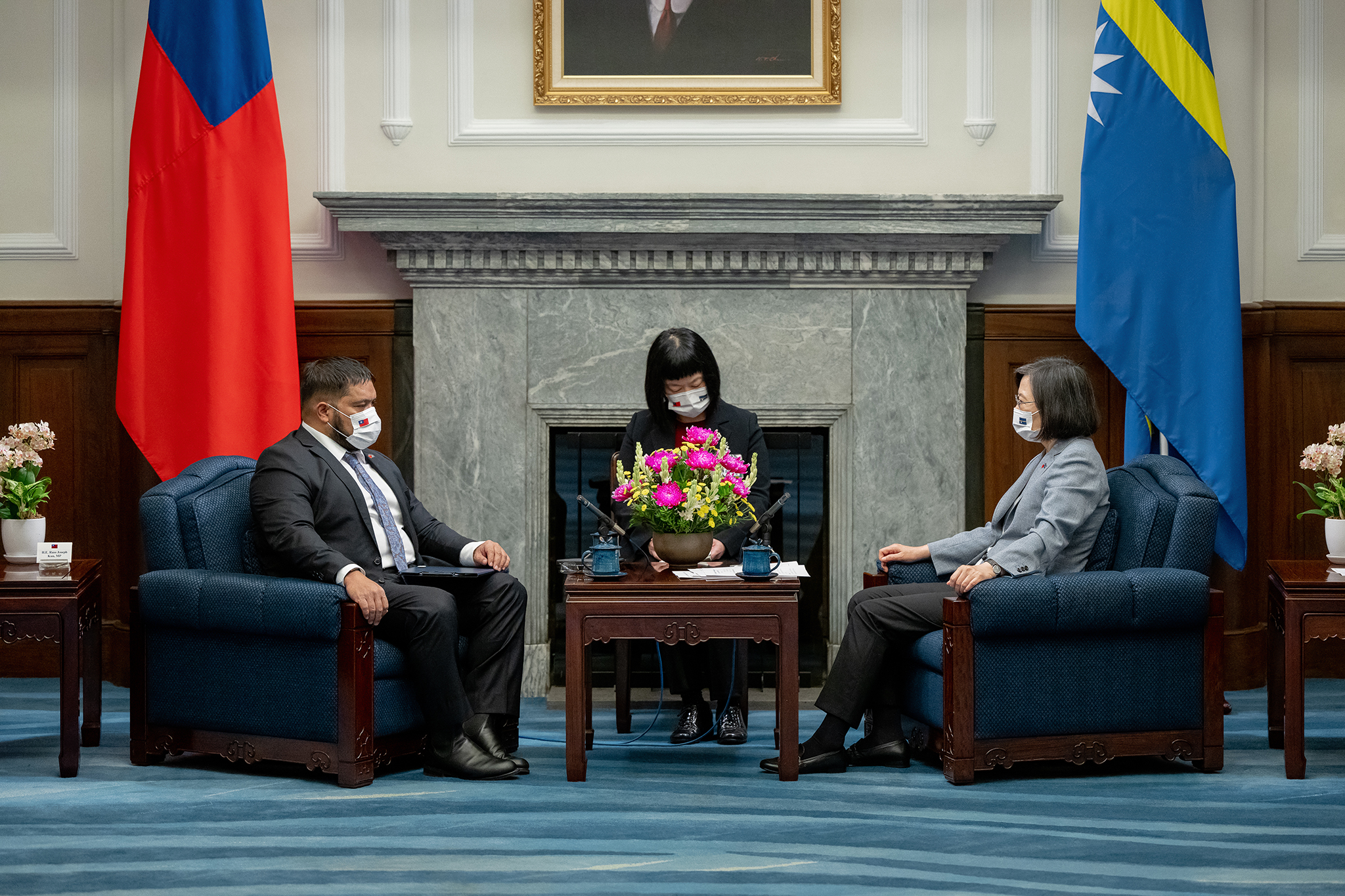
Rencontre entre le président nauruan Russ Kun et la présidente taïwanaise Tsai Ing-wen en 11 2022.

Elles sont rétablies trois ans plus tard, le 27 mars 2005 ; l'ambassade taïwanaise à Nauru est remise en place dès le 8 août, tandis que son homologue nauruane à Taïwan est ouverte le 27 mars 2007. 
Le 15 janvier 2024, Nauru annonce rompre ses relations diplomatiques avec la république de Chine, au profit de la république populaire de Chine ; cet événement intervient deux jours après l'élection présidentielle taïwanaise de 2024, ayant conduit à l'élection du candidat du DPP Lai Ching-te.